# 네이버 메일
네이버 메일(Naver Mail)은 대한민국의 포털 사이트인 네이버에서 제공하는 웹 이메일 서비스이다. 2016년 11월을 기준으로 네이버 메일의 주간 이용자수는 약 900만 명이다.

## 역사
1999년 6월 네이버가 포털 사이트를 표방하며 '나만의 네이버'라는 이름으로 회원제 서비스를 시작하고, 9월부터 '공짜메일'이라는 이름으로 무료 이메일 서비스를 개시한 것이 처음이다.
2008년 9월 국내 이메일 서비스 이용자수 순위에서 다음 메일을 제치고 처음으로 1위에 올랐다. 2008년 9월 17일 링크나우에서 회원 4만7000명의 이메일 사용현황을 조사했을 당시 네이버 메일 점유율은 26.1%, 다음 메일 점유율 24.2%였다. 2016년 8월 상위 4개 메일 서비스의 방문자수 2965만명 중 51%가 네이버 메일을 사용하고 있었다.
2009년 11월 4일, 네이버 메일은 '카페 메일함'이라는 기능을 도입했다. 카페 메일함은 사용자가 가입한 네이버 카페의 공지 메일이나 초대 메일 등 해당 카페 관련 메일을 한데 모아 유형별로 볼 수 있도록 한 것이다. 11월 19일부터는 기본 제공용량을 1GB에서 5GB으로 늘리고, 전체 이용자에게 외부 메일 프로그램 지원 기능을 제공하기 시작했다.
2012년 8월 10일, 전송 중인 메일이 자동 암호화될 수 있도록 주민번호 확인 등 제한적으로 사용하던 SSL을 메일 서비스 전역으로 확대했다.
2013년 1월 13일에 iOS 전용 메일 앱을 출시했다.

## 같이 보기
- Gmail